# Alain Mosconi
Pour les articles homonymes, voir Mosconi.
 (août 2025).
Si vous disposez d'ouvrages ou d'articles de référence ou si vous connaissez des sites web de qualité traitant du thème abordé ici, merci de compléter l'article en donnant les références utiles à sa vérifiabilité et en les liant à la section « Notes et références ».
Alain Mosconi est un nageur français, né le 9 septembre 1949 à Puteaux (aujourd’hui dans les Hauts-de-Seine).
Licencié au Cercle des nageurs de Marseille, spécialiste de la nage libre, du papillon et du 4 nages, il a plus de cinquante titres de champion de France à son actif et plus de cent records de France.
Il a notamment été médaillé de bronze aux Jeux olympiques d'été de 1968 à Mexico.  
Durant sa carrière, il a détenu trois records du monde et cinq records d'Europe.

## Biographie

### Carrière sportive
Alain Hermès Robert Mosconi est né le 9 septembre 1949 à Puteaux[réf. nécessaire], ville aujourd’hui dans les Hauts-de-Seine.
Il participe à des compétitions de natation dès l’âge de 13 ans en 1962 et obtient son premier titre de champion de France l’année de ses 17 ans en 1966.
En 1967, il bat trois records du monde : deux fois celui du 400 m nage libre et une fois celui du 800 m nage libre.
Il est médaillé de bronze du 400 m nage libre aux Jeux olympiques de Mexico en 1968.
Il participe également aux Jeux olympiques de Munich où il est finaliste du relais 4 x 100 m nage libre.

### Carrière professionnelle dans l’industrie automobile
En 1973, après sa carrière sportive, Alain Mosconi travaille pour Berliet en Algérie. 
Il devient par la suite directeur des ventes pour la France de Ford Automobiles, puis directeur général pour les groupes automobiles General Motors France (marque Opel), de Seat France, puis président-directeur général du groupe Fiat Auto France (marques Fiat, Alfa Roméo et Lancia), avant de racheter une concession BMW à Avignon  qu’il gère jusqu'en 2007. 

### Participation à des instances dirigeantes sportives
Alain Mosconi a par ailleurs fait partie du conseil de surveillance du club de football de l’Association sportive de Saint-Étienne de 2002 à 2005.

## Palmarès sportif
- Détenteur de trois records du monde :
  - du 400 m nage libre à deux reprises en 1967, dont un en 4 min 9 s 50 ;
  - du 800 mètres nage libre en 1967 en 8 min 46 s 80.
- Détenteur de cinq records d'Europe en nage libre et 4 nages.
- Il est le premier Français à passer sous les 2 min sur 200 m nage libre, en réalisant 1 min 59 s 70 en 1966.
- Médaillé de bronze olympique sur 400 m nage libre en 1968 à Mexico en 4 min 13 s 30.
- Finaliste olympique en 1968 à Mexico au :
  - 200 m nage libre (5e) ;
  - relais 4 × 200 m nage libre.
- Finaliste olympique en 1972 à Munich au :
  - relais 4 × 100 m nage libre (7e).
- Médaillé de bronze du 400 m nage libre aux championnats d'Europe en 1966 à Utrecht.
- Médaillé d'argent aux championnats d'Europe 1970 à Barcelone avec le relais 4 × 100 mètres quatre nages.
- Champion de France du 100 m papillon en 1966, 1967, 1968, 1969, 1970, 1971 et 1972.
- Champion de France d'hiver du 100 m papillon en 1971 et 1972.
- Champion de France du 200 m nage libre en 1966, 1967, 1968 et 1969.
- Champion de France d'hiver du 200 m nage libre en 1967.
- Champion de France du 200 m papillon en 1966, 1967, 1968 et 1970.
- Champion de France d'hiver du 200 m papillon en 1967 et 1968.
- Champion de France du 200 m 4 nages en  1967, 1969, 1970 et 1971.
- Champion de France d’hiver du 200 m 4 nages en 1971.
- Champion de France du 400 m nage libre en 1966, 1967, 1970, 1971 et 1972.
- Champion de France du 400 m 4 nages en 1965, 1966, 1967.
- Champion de France d'hiver du 400 m 4 nages en 1968.
- Champion de France du 1 500 m nage libre en 1966 et 1967.
- Champion de France d'hiver du 1 500 m nage libre en 1966, 1967 et 1968.
- Champion de France au relais 4 × 100 m nage libre en 1966, 1967, 1969 et 1970.
- Champion de France au relais 4 × 200 m nage libre en 1966, 1967, 1969, 1970, 1971 et 1972.
- Champion de France au relais 4 × 100 m 4 nages en 1965, 1966, 1969, 1970, 1971 et 1972.
- Vainqueur la même année (1967) du 200, 400, 1 500 m nage libre, du 100 et 200 m papillon, du 200 et 400 m 4 nages, et de trois relais, aux championnats de France en grand bassin.
- Champion d’URSS.
- Champion d'Australie du 400 mètres nage libre 1966.
- Médaillé de bronze aux championnats des États-Unis au 200 mètres papillon.
- Capitaine de l'équipe de France.

## Distinctions
- Champion des champions français de L'Équipe en 1966 (car troisième aux championnats d’Europe sur 400 m, et premier Français à passer sous les 2 min sur 200 m nage libre).
- Chevalier de la Légion d'honneur
- Officier de l'ordre national du Mérite